# Axinite-(Fe)
L'axinite-(Fe) (simbolo IMA: Ax-Fe) è un minerale del gruppo dell'axinite appartenente alla famiglia dei "silicati" con composizione chimica Ca4Fe2+2Al4[B2Si8O30](OH)2.
L'axinite-(Fe) è l'analogo ferro(II)-dominante dei minerali axinite-(Mg) (dominata dal magnesio) e axinite-(Mn) (dominata dal manganese).

## Etimologia e storia

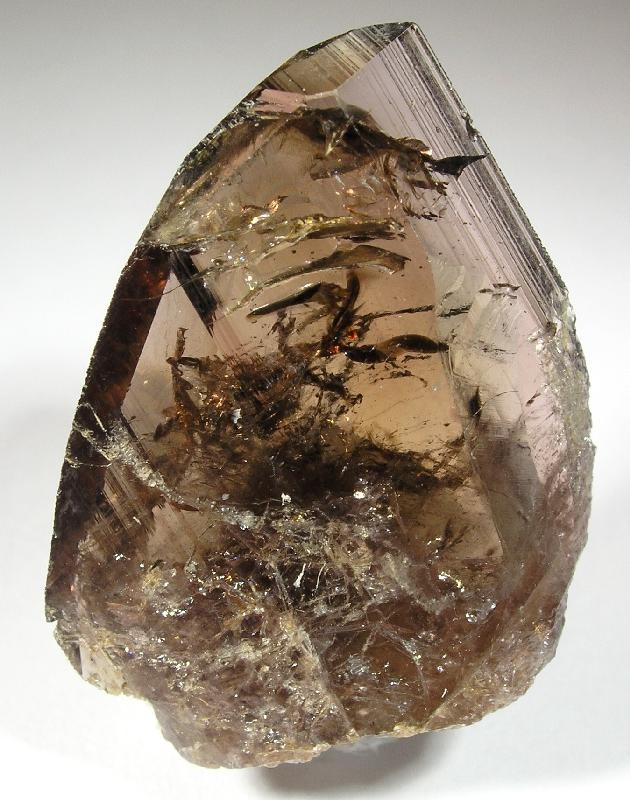
Cristallo di axinite-(Fe) proveniente da Le Bourg-d'Oisans (Francia)

Il minerale, prima di approdare al suo nome attuale, è stato chiamato nella storia in molti modi diversi: fu nominato espéce de schorl da Johann Gottfried Schreiber (1781), schorl violet (corno viola) o schorl transparent lenticulaire da Romé de L'Isle (1785), thumerstein da Abraham Gottlob Werner (1788) che più tardi divenne thumite; successivamente furono usati altri nomi, come yanolite (usato da Jean-Claude Delamétherie nel 1792) e glasschörl (corno di vetro, usato da Blumenberg nel 1799). È il 1797 quando fece la sua comparsa il nome axinite a opera di René Just Haüy, termine che deriva dal greco αξίνα ('axina', ascia), in allusione alla forma dei suoi cristalli; nel 1907 Waldemar T. Schaller lo rinominò ferroaxinite, per via della presenza di ferro nel composto; il nome è rimasto fino al 2007, quando l'IMA ha cambiato il nome in quello attuale.

## Classificazione
La classica nona edizione della sistematica dei minerali di Strunz, aggiornata dall'Associazione Mineralogica Internazionale (IMA) fino al 2009, elenca l'axinite-(Fe) nella classe "9. Silicati (germanati)" e nella sottoclasse "9.B Sorosilicati", questa è ulteriormente suddivisa in base alla composizione del minerale e alla coordinazione dei cationi coinvolti, in modo da trovare l'axinite-(Fe) nella sezione "9.BD Gruppi Si2O7, con anioni aggiuntivi; cationi in coordinazione tetraedrica [4] e superiore", dove forma il sistema nº 9.BD.20 insieme ad axinite-(Mg), axinite-(Mn) e tinzenite.
Tale classificazione rimane invariata anche nell'edizione successiva, proseguita dal database "mindat.org" e chiamata Classificazione Strunz-mindat, dove l'axinite-(Fe), oltre ai minerali già citati, è in compagnia anche del minerale dubińskaite.
Nella Sistematica dei lapis (Lapis-Systematik) di Stefan Weiß l'axinite-(Fe) si trova nella classe dei "silicati" e nella sottoclasse dei "sorosilicati"; qui è nella sezione dei "sorosilicati [con struttura] [Si2O7]6-, con anioni non tetraedrici (O,OH,F); gruppo dell'axinite", dove forma il sistema nº VIII/C.08 insieme ad axinite-(Mg), axinite-(Mn) e tinzenite.
Anche nella classificazione dei minerali secondo Dana, usata principalmente nel mondo anglosassone, l'axinite-(Fe) è elencata nella classe dei "silicati" e nella sottoclasse dei "sorosilicati: gruppi Si2O7 e O, OH, F e H2O", qui è nella sezione dei "sorosilicati: gruppi Si2O7 e O, OH, F e H2O con cationi in coordinazione [4] e/o >[4]" dove forma il sistema nº 56.2.2 insieme ad axinite-(Mg), axinite-(Mn) e tinzenite.

## Abito cristallino
L'axinite-(Fe) cristallizza nel sistema triclino con il gruppo spaziale P1 (gruppo nº 2) con i parametri reticolari a = 7,1437(4) Å, b = 9,1898(6) Å, c = 8,9529(4) Å, α = 91,857(6)°, β = 98,188(5)° e γ = 77,349(4)°, oltre ad avere 2 unità di formula per cella unitaria.

## Origine e giacitura

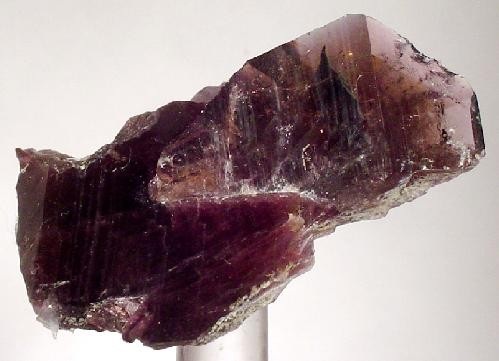
Esemplare di axinite-(Fe) trovato nella contea di Calaveras in California (Stati Uniti)

L'axinite-(Fe) è stata trovata nelle rocce metamorfosate a livello regionale da basso ad alto grado e nelle rocce metamorfosate a contatto e nelle pegmatiti. Qui è in paragenesi con actinolite, albite, andradite, calcite, datolite, hedenbergite, prehnite, quarzo, tormalina, vesuvianite e zoisite.
L'axinite-(Fe) è stata trovata in molti siti sparsi per il mondo. In Italia, in diversi luoghi del Piemonte (Entracque, Beura-Cardezza e Campiglia Cervo, solo per citarne alcuni); Carona e Madesimo (Lombardia); La Maddalena e Sant'Antonio di Gallura (Sardegna); Isola di Montecristo (Toscana); Longobucco (Calabria); Courmayeur e Nus (Val d'Aosta).

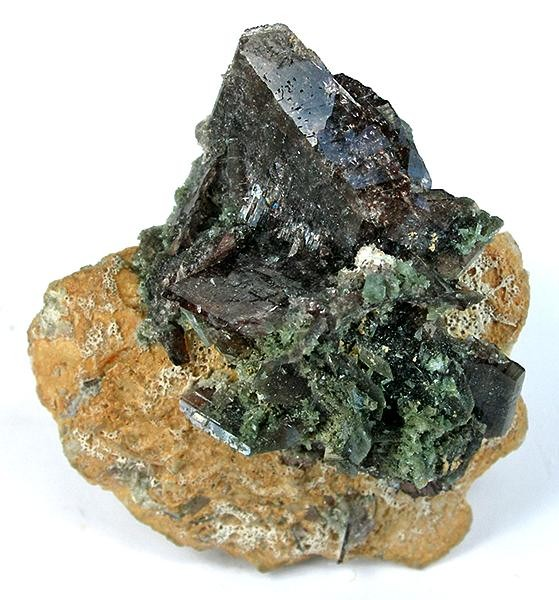
Campione di axinite-(Fe) rinvenuto nel distretto di Skardu (Pakistan)

In Europa ci sono stati ritrovamenti, tra i molti, in Germania (Bad Harzburg, Thale e Limbach); in Francia (Grenoble e Albertville); Finlandia (Jokioinen); diversi siti in Austria, tra i quali Spittal an der Drau, Weinzierl am Walde e Raabs an der Thaya; Libodřice e Rešice (Repubblica Ceca).
Fuori dall'Europa l'axinite-(Fe) è stata trovata, solo per elencare alcuni Stati, in Iran, Pakistan, Giappone, Cina, Marocco, Perù, Stai Uniti, Messico.

## Forma in cui si presenta in natura
L'axinite-(Fe) si presenta in cristalli appiattiti, a forma di ascia, in forma granulare o in masse compatte di dimensioni fino a 20cm.
La lucentezza del minerale è vitrea, il colore è marrone, marrone chiodi di garofano, blu prugna, grigio perla, mentre il colore del suo striscio è bianco.